# جواد حجازي
جواد حجازي (20 نوفمبر 1937 - 7 مارس 1995) هو فنان ورسام كاريكاتير مصري وله العديد من القصص القصيرة وقصص الأطفال.

## حياته ونشأته
- اسمه بالكامل عبد الجواد أحمد محمد حجازي، المعروف ب جواد حجازي (20 نوفمبر 1937م - 7 مارس 1995م)[3]
- ولد في قرية شوبك بسطه مركز الزقازيق محافظة الشرقية جمهورية مصر العربية
- فنان ورسام كاريكاتير مصري وله العديد من القصص القصيرة وقصص الأطفال
- حاصل على بكالوريوس التربية من "المعهد العالى للتربية الفنية للمعلمين"والمعروف حاليا ب كلية التربية الفنية بجامعة حلوان
- حاصل على دبلومة الفنون الجميلة القسم الحر جامعة القاهرةعام 1965م
- حاصل على دبلومة في الإخراج المسرحي من المعهد العالي للفنون المسرحية
- كان له باع طويل في مسرح العرائس بمصر وحصل على العديد من الجوائز التشجيعية وشهادات التقدير من الدولة في هذا المجال.
- كان والده ناظرا لإحدى المدارس الابتدائية بالقرية وقد توفي عام 1944م تاركا جواد حجازي طفلا في التاسعة حيث كان الأخ الأصغر لثلاث فتيات وكانت والدته ربة منزل توفيت عام 1972م
- زوجته السيدة زينب على حسن معلمة سابقا بالتربية والتعليم وكاتبة لقصص الأطفال، عملت بمجلة اقرأ بالمملكة العربية السعودية وحاليا تشرف على العديد من الجمعيات الخيرية وأهمها جمعية سيدات الشرقية التي تهتم بكل ما يهم المرأة والطفل من أنشطة في جميع المجالات
- أبناءه :
- علاء حجازي الرسام والفنان المعروف
- أحمد حجازي مهندس التبريد والتكييف المعروف
- رغداء حجازي مهندسة معمارية تعمل في مجال الديكور والتصميم الداخلي
- محمد حجازي مهندس ميكانيكا يعمل بالمملكة العربية السعودية
- إيثار حجازي حاصلة على بكالوريوس الإعلام جامعة القاهرة وتعمل في مجال المونتاج ومخرجة أفلام قصيرة
- خالد حجازي حاصل على ليسانس الحقوق، رسام وكاتب وشاعر في بداياته الفنية
- يسرا حجازي تدرس الإعلام، صحفية ورسامة ومخرجة مسرحية مبتدئة
- احفاده :
- أحمد علاء حجازي
- محمد علاء حجازي
- يوسف علاء حجازي
- ايثار أحمد حجازي
- آثر أحمد حجازي
- جواد محمد حجازي
- فيروز محمد حجازي
- دانه محمد حجازي
- أحمد هانى العكش (نجل رغداء حجازي )
- ملك هانى العكش (نجلة رغداء حجازي )
- جود محمد جمال (نجلة ايثار حجازي )

## بداياته الفنية[4]
- ظهرت الموهبة لدى جواد حجازي منذ الطفولة حيث كان يقضي وقته بين الحقول في تشكيل عرائس من الطين وتكوين لوحات مبتكرة من خامات وألوان الطبيعة مثل الأخضر من عصارة البرسيم والأحمر من عصارة الورود المختلفة
- في بداياته كان يتم الخلط بينه وبين رسام الكاريكاتير أحمد إبراهيم حجازى حيث كان مرسي جميل عزيز يخلط بينهما في الجلسات الثقافية وكان هذا من أحد الأسباب التي جعلته يدخل مجال الكاريكاتير بجدية واهتمام ليصنع لنفسه إسما مستقلا وأسلوبا مميزا .
- قدمه الراحل صلاح جاهين عام 1960م و ذلك بنشر مجموعة من أعماله في مربعه الخاص بجريدة الأهرام تحت عنوان فنان من الأرياف سيكون له شأن كبير بعد أقل من عامين .

## أعماله[5]
- مسرح العرائس التعليمي:

أنشأ أول مسرح عرائس تعليمي بمحافظة الشرقية حيث كان يصنع العرائس بنفسه بأنواعها المختلفة، كتب السيناريو والحوار للعديد من المسرحيات التعليمية وقام بإخراجها حيث عرضت في قصور الثقافة والمعارض السنوية والحفلات التي كانت تقام في المدارس المصرية وكان يحضرها العديد من المسؤولين، قام بالإعداد الفني والإخراج المسرحي للكثير من الحفلات التعليمية التي كانت تعرض في المعاهد والجامعات المصرية.
- معارض الفن التشكيلي :

شارك في العديد من المعارض بجمهورية مصر العربية حيث فازت بعض أعماله المتميزة بالعرض في ولايات الاتحاد السوفييتي عام 1972م مثل لوحة جامعة القطن ولوحة صانع السلال ولوحة حفر قناة السويس، شارك في معرض لا للمخدرات عام 1992م في المملكة العربية السعودية والذي افتتحه الرئيس العام لرعاية الشباب في المملكة العربية السعودية في ذلك الوقت الأمير الراحل فيصل بن فهد بن عبد العزيز آل سعود و الذي قام بتكريمه لتميز لوحاته .
- البرامج التلفزيونية :

قدم للتلفزيون المصري برنامج شعاع الذي كان يتحدث عن أشهر الشخصيات التاريخية حيث قام برسم بورتريهات هذه الشخصيات، كان صاحب فكرة برنامج كاريكاتير حيث قدم بعض الحلقات في الثمانينيات قبل سفره للمملكة العربية السعودية، قدم لتلفزيون الدمام برنامج ابتسامة والذي كان يعرض في التلفزيون السعودي في شهر رمضان من كل عام .
- الصحف و المجلات التي شارك في تأسيسها :

شارك في تأسيس مجلة صوت الشرقية عام ----م مع فاروق أباظة وأحمد نجم وسعيد الكيلاني وعنتر مخيمر والمصور حسن منصور، شارك في تأسيس مجلة التطبيقيين عام ----م، شارك في تأسيس مجلة الرياضي عام ----م .
- رسم الكاريكاتير :

عمل في مجلة صوت الشرقية كمحرر للأخبار وصحفي تحقيقات ورسام للكاريكاتير حيث تدرج في المناصب حتي أصبح رئيساً للقسسم الفني، عمل رسام للكاريكاتير واللوحات الفنية في الكثير من الصحف والمجلات المصرية والعربية أثناء تواجده في جمهورية مصر العربية ومنها جريدة الجمهورية، جريدة المسائية، مجلة صباح الخير، مجلة روز اليوسف، جريدة السياسية المصرية، مجلة الزراعين، مجلة الرائد، مجلة التطبيقيين، مجلة سمير للأطفال، مجلة حسن للأطفال ( مجلة سعودية ) , مجلة الإذاعة والتلفزيون و العديد من القصص والمجلات المصورة والروايات الخاصة بالأطفال والشباب مثل سلسلة المغامرين الخمسة للكاتب محمود سالم ... ثم انتقل بعد ذلك للمملكة العربية السعودية حيث أقام وعمل كرسام للكاريكاتير واللوحات الفنية في العديد من الصحف والمجلات السعودية والعالمية ومنها جريدة عكاظ من عام 1986 م إلي 1990 م ثم انتقل إلي مؤسسة البلاد حيث عمل في جريدة البلاد و مجلة اقرأ التابعتين للمؤسسة وذلك من عام 1990 م إلي 1993 م وأخيراً انتقل إلي مؤسسة الشرق الأوسط حيث عمل في جريدة الاقتصادية والتي كانت تطبع في لندن .

## أشهر مقولات جواد حجازي
- الكاريكاتير من أصعب الفنون حيث يضطر الفنان للتعبير بأبسط الخطوط دون الإخلال بالشكل المطلوب إظهاره .
- كان دائم التفاؤل حتي عند التعرض للأزمات حيث كان يقول دائماً : لكل جواد كبوة ولا يقصد بها المثل المعروف بل يقص ان لكل جواد حجازي كبوة .
- بشري يا عرب .. و كانت هذه كلمة مشهورة يقولها دائماً عند توقعه للخير في أمر ما .

## أشهر الشخصيات التي ابتكرها[6]
- أبو العريف .
- الشاويش المصري .
- الحماة المتسلطة .
- الزوجة المفترية .
- عجيب وغريب .
- زعبوب وزعبوبة و هما عروستي مابيتشو .

## جواد حجازي والأحداث العالمية[7][8]
قام بالتأريخ للعديد من المناسابات والأحداث العالمية الهامة من خلال رسوماته ومجموعات متكاملة من الكاريكاتيرات وأشهرها :
- نكسة 1967 م .
- ثورة التصحيح 1971 م .
- حرب السادس من أكتوبر 1973 م .
- الانتفاضة الفلسطينية .
- حرب الخليج ( حرب العراق والكويت و عاصفة الصحراء ) .